# Baragiano
Baragiano est une commune italienne d'environ 2 570 habitants, située dans la province de Potenza, dans la région Basilicate en Italie méridionale.

## Administration
| Période                                  | Période | Identité | Étiquette | Qualité |
| ---------------------------------------- | ------- | -------- | --------- | ------- |
|                                          |         |          |           |         |
| Les données manquantes sont à compléter. |         |          |           |         |

### Hameaux
Baragiano Scalo, Franciosa, Giubizzi Nocenzullo, Martino Nero, San Giorgio Isca della Botte, Serra Pelina

### Communes limitrophes
Balvano, Bella, Picerno, Ruoti